# Bleiche (Burg)

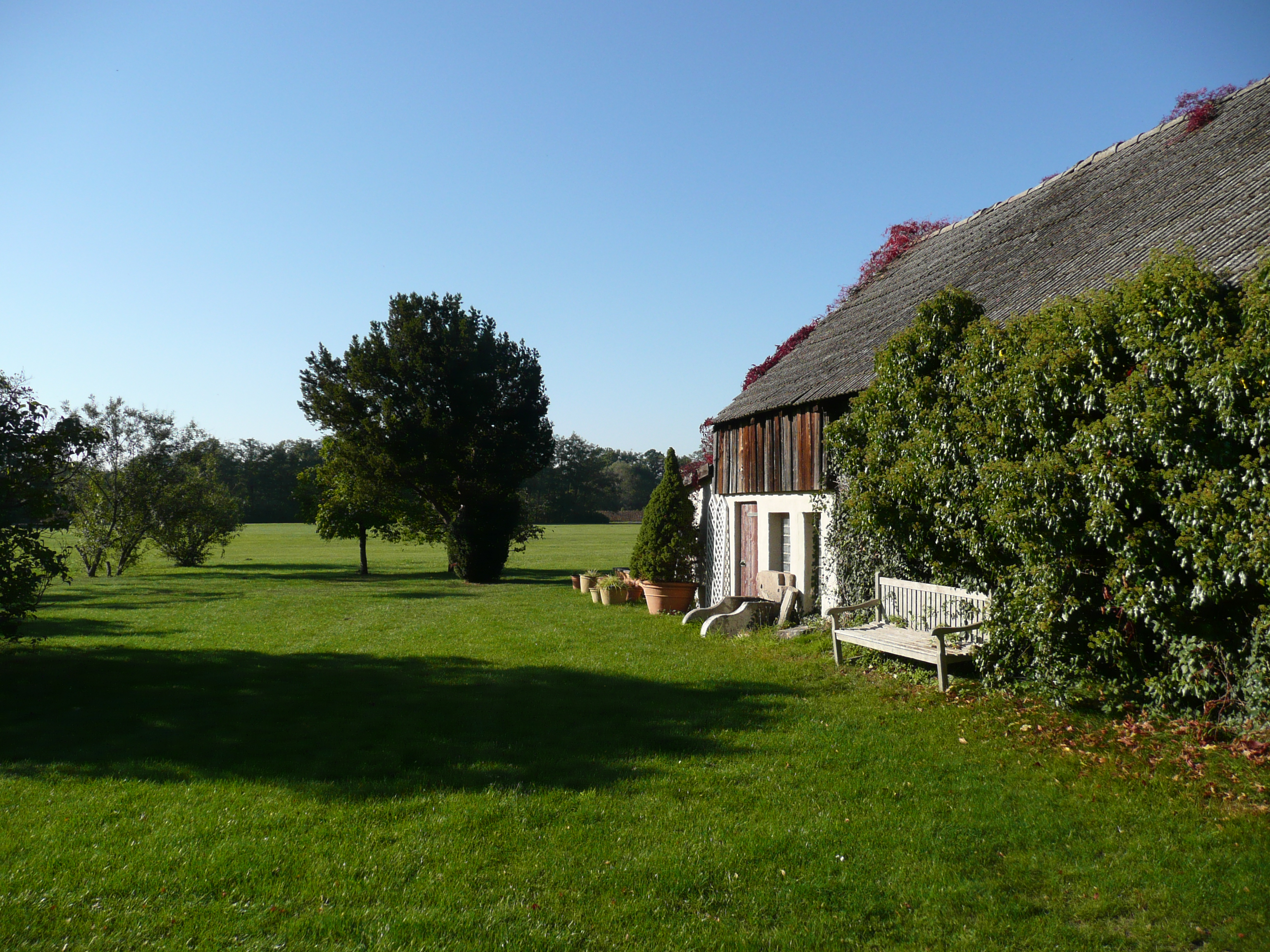
Ortslage Bleiche (Burg)

Die Bleiche ist eine östliche gelegene großflächige Ortslage von Burg-Kolonie auf der Burgschen Hutung in der Gemeinde Burg im Spreewald.

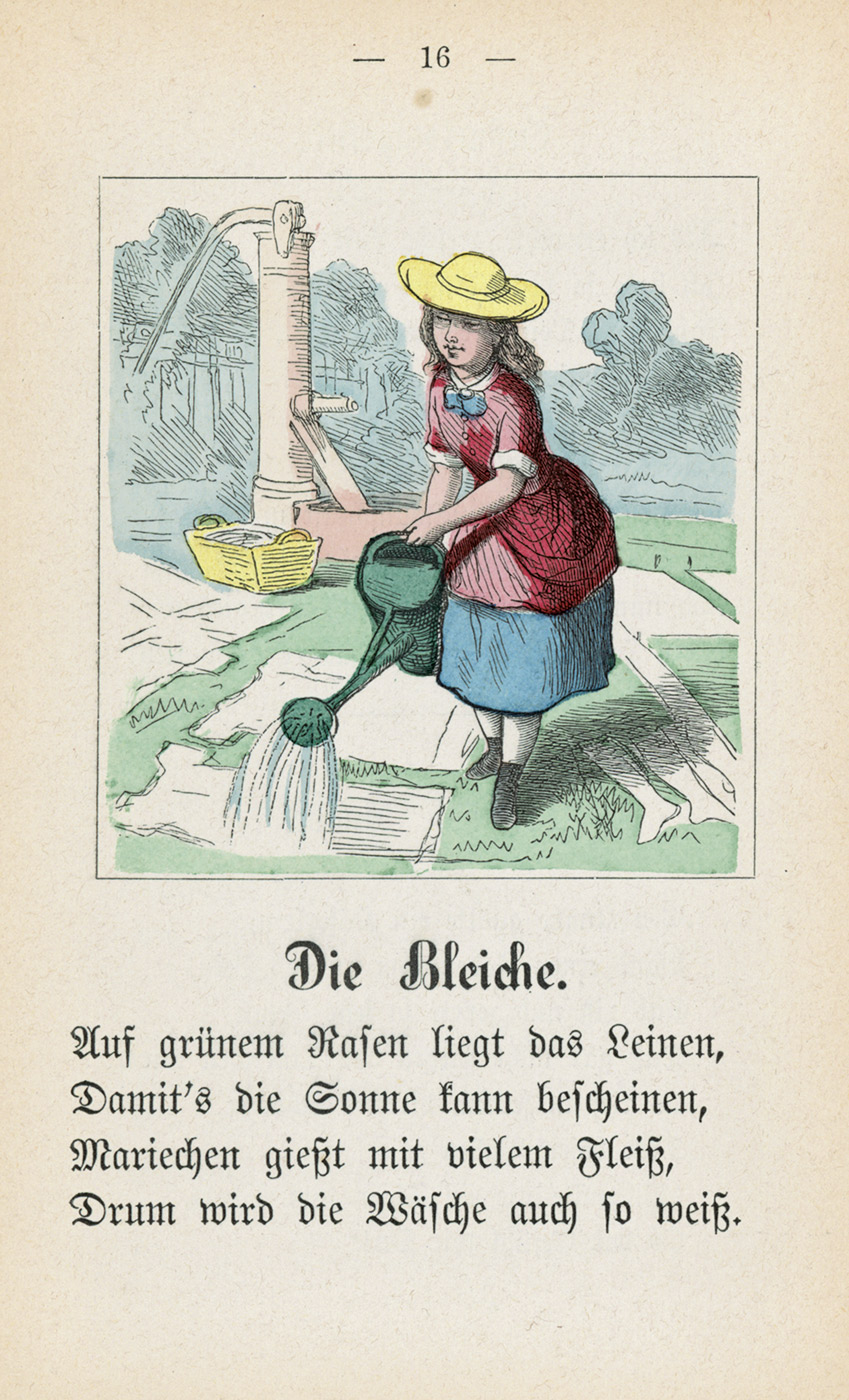
Die Bleiche, kolorierter Holzstich von Theodor Hosemann, 19. Jahrhundert

## Geschichte
Der Jagdrat und Oberamtmann Crüger aus Cottbus trat 1748 an den preußischen König Friedrich II.  heran und erbot sich, eine „Leineweberfabrique“, d. h. eine Manufaktur, in Burg zu errichten. Achtzehn Weberfamilien wurden so im kleinen Ort ansässig. Bis heute weisen in Burg die Namen Leineweberfließ, Bleiche und Fabrik auf die hier einstmals betriebene Leinweberei hin.
Mit seinem „Speziellen Befehl“ vom 20. Oktober 1748 entschied Friedrich II., König in Preußen, dass dem Jagdrat Crüger die Genehmigung zum Betrieb seiner Manufaktur um zwölf Jahre verlängert wurde. 1766 kaufte der Berliner Kaufmann Christian Richter das gesamte Unternehmen für 1700 Taler. Nun kam es zum Anlegen der eigentlichen „Bleiche“, wollte der neue Eigentümer doch die Textilien schon am Ort möglichst ökonomisch verarbeiten, um sie dann besser und teurer in Berlin und Cottbus verkaufen zu können.
Auf der Bleiche, an der Burgschen Hutung, wurden 1767 zwei Holzhäuser gebaut, in die zwei Familien einzogen. Das Holz dafür stellten die preußischen Behörden kostengünstig zur Verfügung. Das Geschäft mit der Textilherstellung lief bescheiden, aber kontinuierlich. Viele Einheimische widmeten sich der Hausweberei. Bald wurde die Weberei auf genossenschaftliche Basis gesetzt. Ein Aufkäufer bediente direkt den Cottbuser Markt. Sein Gehöft steht noch heute in Burg. Das Steingebäude befindet sich unmittelbar rechts hinter dem Ortseingang am Leineweberfließ. Die Meister schlossen sich 1841 zu einer Weberzunft zusammen, die Gesellen bildeten eine Webergesellenvereinigung.
Die expandierende Maschinenweberei in Cottbus entzog diesem Wirtschaftszweig dann die Existenzgrundlage. Einzelne Grundstücke fanden landwirtschaftliche Eigentümer. Viele der traditionellen Arbeitsgeräte vernichtete 1850 ein Brand der Fabrik. Das beschleunigte diesen Auflösungsprozess. Die Innung bestand bis 1889.
Als Prinz Wilhelm, der spätere deutsche Kaiser Wilhelm I., im Jahr 1824 samt Hofstaat den Ort Burg besuchte, wurde auf dem Gelände der Bleiche noch mit Textilien gearbeitet. Der Rückgang des Gewerbes und schließlich das Ende der Leineweberei nach 1850 führten dazu, dass auf der „Bleiche“ bald der wirtschaftliche Schwerpunkt auf der Bewirtung von Gästen lag. Es entstand, wie die Werbung um 1925 anpreist, eine der bestbesuchten historischen Stätten des Spreewaldes. Hier führten solche Gaststättenbesitzer wie die Familien Roggatz und Lehnigk das Zepter. Selbst japanische Zimmer bestanden.
Während der Zeit des Zweiten Weltkrieges diente die Bleiche nicht nur als Gasthof, sondern auch als Lazarett für französische Gefangene. In einem Nebengebäude produzierte eine Meerrettichreiberei.

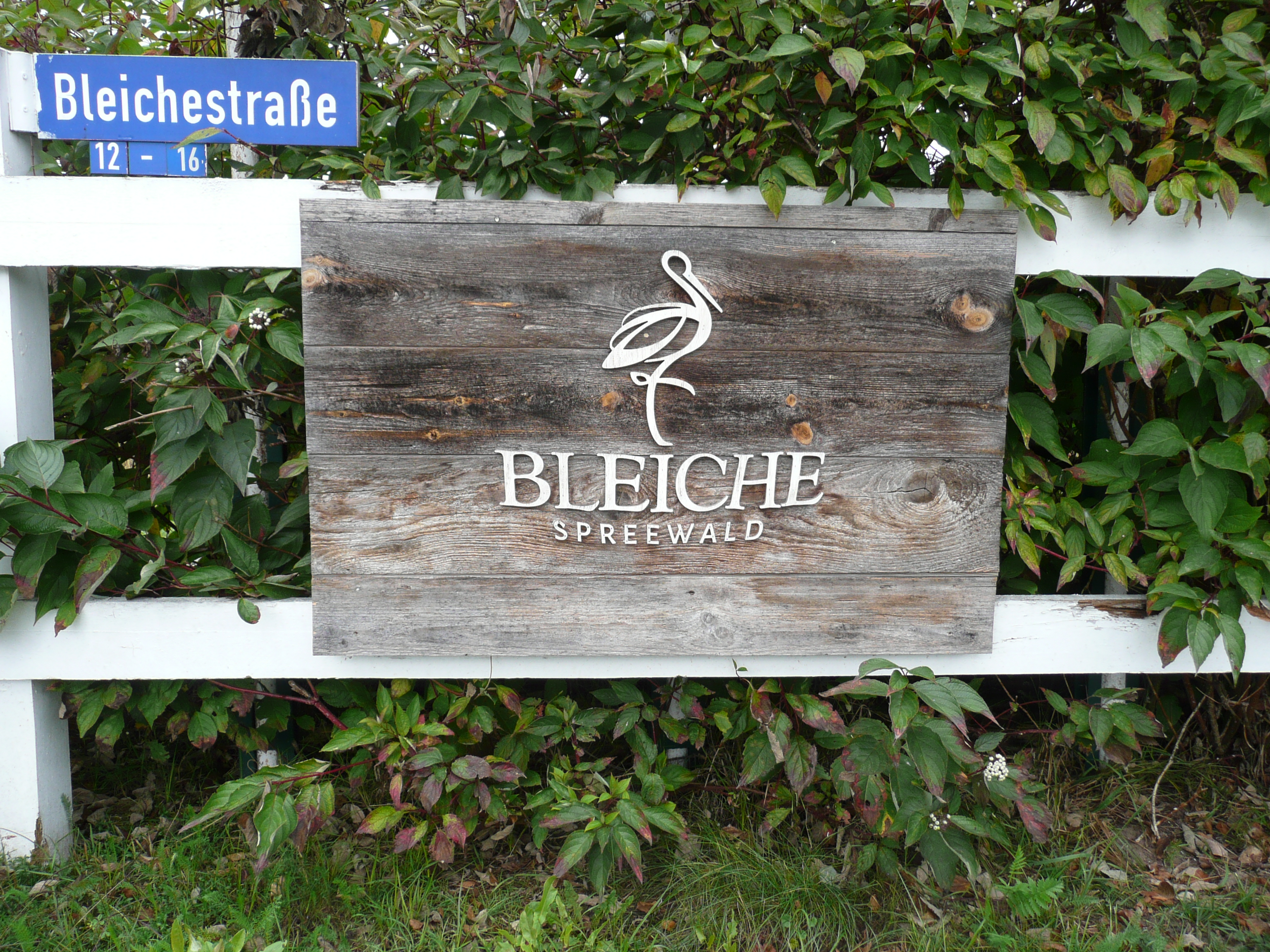
Hotellogo in der Bleichstraße 12–16 von Burg-Kolonie einem Gemeindeteil des Ortes Burg (Spreewald).

Der Freie Deutsche Gewerkschaftsbund (FDGB) der DDR übernahm 1975 die alte Bleiche. Zwei Jahre später erfolgten der Abriss und ein Neubau eines modernen Heimes auf den Grundmauern der alten Anlage. Das 1977 eröffnete FDGB-Heim „Zur Bleiche“ präsentierte zunächst zwei Suiten, fünf Zimmer und zwei Restauranträume. 1979 eröffnete ein neugebautes Bettenhauses mit 3- und 4-Bettzimmern, zwei Suiten sowie zwei Tagungsräumen.
Heinrich Michael Clausing kaufte im November 1992 das FDGB-Heim. Für die Ideen und die Umsetzung bei der Erweiterung und Modernisierung des Betriebs zum Bleiche Resort & Spa erhielt die Familie Clausing 2005 unter anderem die Branchen-Auszeichnung „Hotelier des Jahres“.
2002 gründeten Christine und Heinrich Michael Clausing die Spreewälder-Kulturstiftung.
Koordinaten: 51° 51′ N, 14° 8′ O